# Vegetabilisk olja

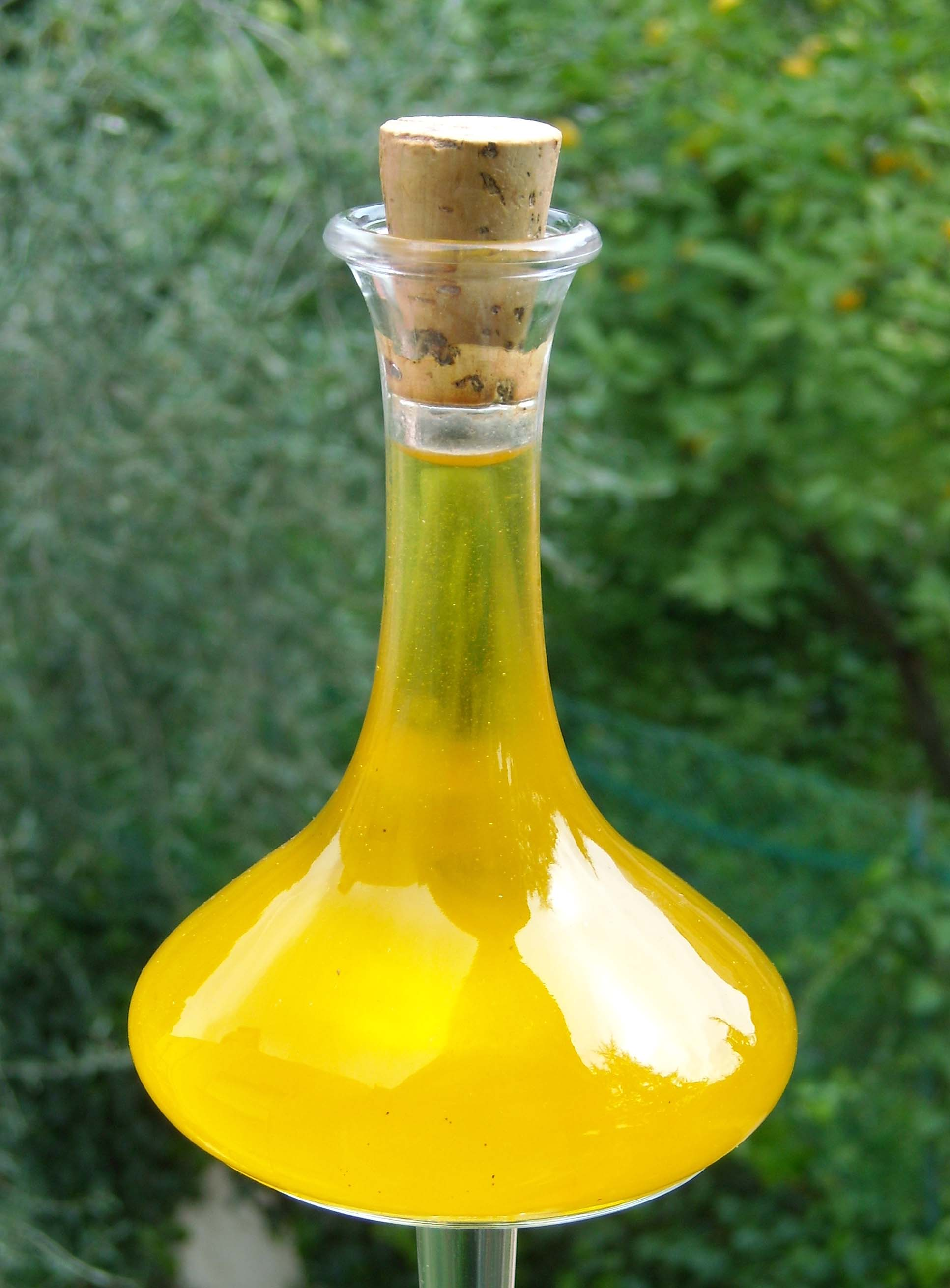
Olivolja.

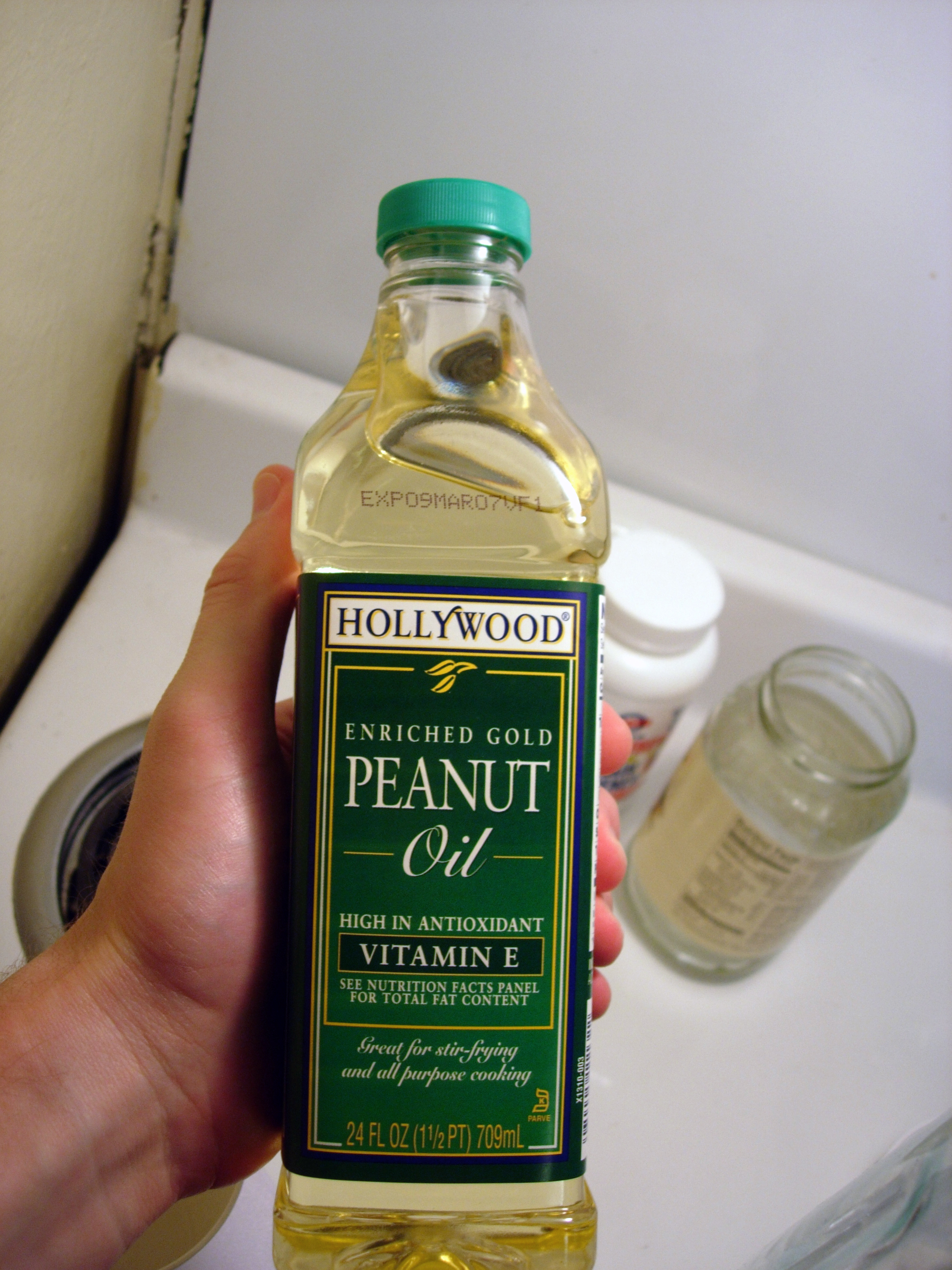
Jordnötsolja

Vegetabilisk olja är en typ av flytande fett som framställs ur växter. Vanligast är olja från majs, oliver, raps och solros. Mindre vanliga är olja från druvkärna, jordnöt, sesam, soja, tistel och vetegrodd. Ovanliga är olja från hasselnöt och valnöt. 
Olja till dressingar och majonnäs ska ha hög halt av fleromättade fettsyror, som linol- och linolensyra medan olja för stekning, bakning och fritering ska ha en låg halt av dessa fettsyror. För att undvika härskning är det viktigt att oljor förvaras mörkt och svalt. Oljorna ska ha neutral lukt och smak och inte vara grumliga, eller innehålla oönskade ämnen som fälls ut vid kylförvaring. 
Matolja är flytande vid rumstemperatur. De kan ibland stelna vid kylförvaring beroende på fettsammansättningen, till exempel vissa olivoljor.
Oljorna kan vara kallpressade eller varmpressade. Kallpressade oljor, som har en grönaktig färg, används med fördel till dressingar etc. eller som smaksättare. Valnöts-, hasselnöts-, sesam- och ibland jordnötsolja används ofta som smaksättare. Varmpressade oljor används till stekning och fritering.
Dessutom förekommer raffinerad olja, som känns igen på sin gula färg. Dessa har utvunnits med hexan som lösningsmedel. Raps-, solros- och majsolja som inte är kallpressade produceras på detta vis. Upp till 0,8 % hexan kan finnas kvar i den färdiga oljan, men det finns inga kända hälsorisker. Blandningar av raps-, solros- och majsolja förekommer i handeln under namn som "matolja" eller "frityrolja". 
Några tumregler:
- Ju högre halt av omättade fettsyror (omega-3/ALA), desto nyttigare olja[källa behövs]
- Stekning görs bäst i olja med låg halt av fleromättade fettsyror
- Rapsolja tillför ingen smak vid stekning
- Ju högre halt av mättade fettsyror i ett fett, desto fastare konsistens har det

En oljas rykpunkt är den temperatur då den börjar brytas sönder och bildar synlig rök. Vid denna temperatur bildas också illaluktande akrolein. Rykpunkten är viktig att känna till när man väljer olja för fritering. Oljans rykpunkt sjunker långsamt när den är upphettad, så värdena i tabellen nedan gäller oanvänd olja. 

## Olika växtoljor

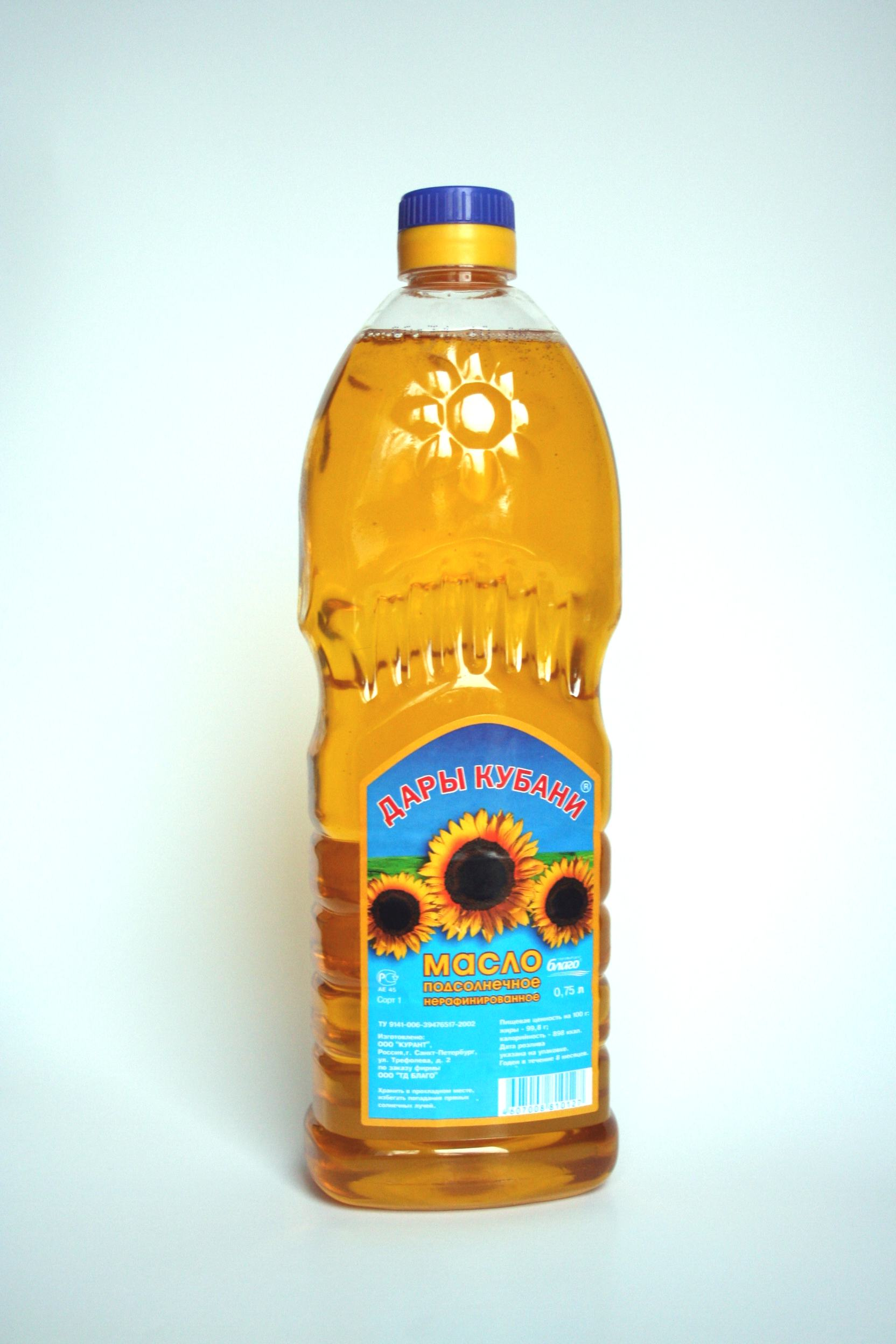
Solrosolja

| Olja             | Fettsyreinnehåll/100g | Fettsyreinnehåll/100g | Fettsyreinnehåll/100g | Fettsyreinnehåll/100g | Rykpunkt (°C) |
| Olja             | Mättade               | Enkelomättade         | Fleromättade          | Omega 3               |               |
| ---------------- | --------------------- | --------------------- | --------------------- | --------------------- | ------------- |
| Druvkärneolja    | 10,8                  | 17,9                  | 66,3                  |                       | 249           |
| Jordnötsolja     | 14,0                  | 52,0                  | 29,1                  |                       | 231           |
| Majsolja         | 12,2                  | 25,8                  | 56,9                  |                       | 236           |
| Makadamianötolja | 12,2                  | 25,8                  | 56,9                  |                       | ?             |
| Olivolja         | 14,2                  | 71,5                  | 9,1                   |                       | 190           |
| Rapsolja         | 6,3                   | 56,4                  | 30,1                  | 10,5                  | 238           |
| Sesamolja        | 14,6                  | 38,9                  | 41,7                  |                       | 215           |
| Sojaolja         | 14,5                  | 22,0                  | 58,5                  |                       | 241           |
| Solrosolja       | 10,4                  | 20,8                  | 63,6                  |                       | 246           |
| Tistelolja       | 8,7                   | 10,6                  | 75,7                  |                       | 265           |
| Vetegroddolja    | 16,6                  | 18,0                  | 59,6                  |                       | 243           |